# Mushawa

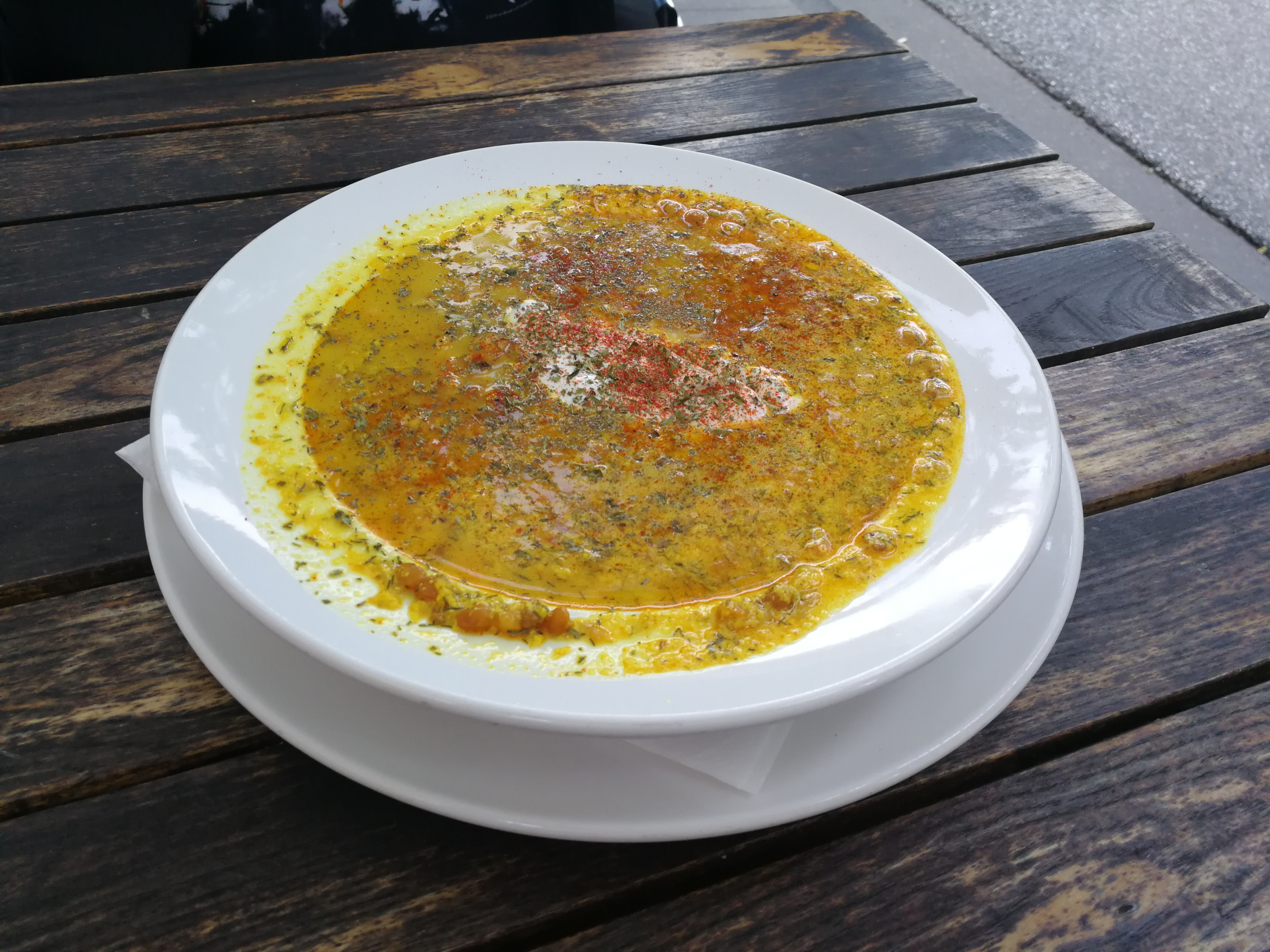
Mushawa

Mushawa (auch Mashawa) ist ein Eintopfgericht der afghanischen Küche. Zentrale Zutaten sind verschiedene Bohnensorten, Rindfleisch und Dill.
Mit vielen anderen Eintopfgerichten teilt Mashawa eine einfache Zubereitung, lange Kochzeit und Flexibilität bei der Wahl der Zutaten. Basis sind in der Regel in angeschwitzten Zwiebeln und Knoblauch angebratene Rindfleischwürfel, zu denen Kichererbsen, Kidneybohnen und Mungbohnen gegeben werden. Weitere traditionelle Zutaten sind Dill, Koriander und Tomaten. Um das Rindfleisch zart und die Bohnen gar werden zu lassen, wird eine lange Kochzeit von teils mehreren Stunden angesetzt. An Stelle der Rindfleischwürfel werden oft kleine Klößchen aus Rinder- oder Lammhack verwendet. In Afghanistan wird Mushawa meist recht scharf gegessen; Schärfungsmittel ist Chili.
Einige gängige Variationen des Gerichts verändern seinen Charakter. Nicht wenige Autoren empfehlen eine Zubereitung mit Hackfleisch, aber ohne Dill, was die Kochzeit deutlich verkürzt und das Resultat dem Chili con Carne ähnlich werden lässt. Auch Linsen oder Gerste als Ersatz für eine der Bohnensorten sind nicht unüblich.
Vor dem Servieren wird im Regelfall ein Klecks Joghurt (in Afghanistan meist Laban) auf das Gericht gegeben. Durch Weglassen des Fleischs kann das Gericht als vegetarische, durch Weglassen oder Ersetzen des Joghurts auch als vegane Variante zubereitet werden. Mushawa wird in der Regel als Beilage oder Vorspeise serviert. Es kann jedoch auch als Hauptgericht dienen, insbesondere in der fleischhaltigen Variante. Wie bei vielen Eintöpfen ist Brot die gängigste Beilage zu Mushawa; in Afghanistan ist dies meist das allgegenwärtige Naan oder das ursprünglich nicht aus Afghanistan stammende Lavash.